# Балатон (Міннесота)
Балатон (англ. Balaton) — місто (англ. city) в США, в окрузі Лайон штату Міннесота. Населення — 595 осіб (2020).

## Географія
Балатон розташований за координатами 44°13′59″ пн. ш. 95°52′16″ зх. д. / 44.23306° пн. ш. 95.87111° зх. д. (44.232947, -95.871071).  За даними Бюро перепису населення США в 2010 році місто мало площу 4,11 км², з яких 3,77 км² — суходіл та 0,34 км² — водойми.

## Демографія
Згідно з переписом 2010 року, у місті мешкали 643 особи в 273 домогосподарствах у складі 168 родин. Густота населення становила 157 осіб/км².  Було 307 помешкань (75/км²).
Расовий склад населення:
| - 97,2 % — білих - 0,5 % — корінних американців - 0,5 % — чорних або афроамериканців |

До двох чи більше рас належало 1,4 %. Частка іспаномовних становила 1,7 % від усіх жителів.
За віковим діапазоном населення розподілялося таким чином: 26,4 % — особи молодші 18 років, 54,5 % — особи у віці 18—64 років, 19,1 % — особи у віці 65 років та старші. Медіана віку мешканця становила 37,9 року. На 100 осіб жіночої статі у місті припадало 91,4 чоловіків;  на 100 жінок у віці від 18 років та старших — 87,7 чоловіків також старших 18 років.
Середній дохід на одне домашнє господарство  становив 55 317 доларів США (медіана — 45 250), а середній дохід на одну сім'ю — 59 821 долар (медіана — 51 806). Медіана доходів становила 37 500 доларів для чоловіків та 30 438 доларів для жінок. За межею бідності перебувало 12,8 % осіб, у тому числі 20,7 % дітей у віці до 18 років та 7,1 % осіб у віці 65 років та старших.
Цивільне працевлаштоване населення становило 308 осіб. Основні галузі зайнятості: освіта, охорона здоров'я та соціальна допомога — 22,1 %, виробництво — 12,3 %, фінанси, страхування та нерухомість — 12,0 %.